# Latvijas Vieglatlētikas savienība
La Latvijas Vieglatlētikas savienība (LVS) è una federazione sportiva che ha il compito di promuovere la pratica dell'atletica leggera e coordinarne le attività dilettantistiche ed agonistiche in Lettonia.